# 郭嘉
郭 嘉（かく か、170年 - 207年9月）は中国後漢末期の武将・官吏。字は奉孝（ほうこう）。豫州潁川郡陽翟県（現在の河南省許昌市禹州市）の人。子は郭奕、孫は郭深・郭敞（『世語』）、曾孫は郭猟。『三国志』魏志「程郭董劉蔣劉伝」に伝がある。

## 生涯

### 曹操に仕官
郭嘉は袁紹の下を訪れたが、袁紹の人格に失望し、既に袁紹に仕えていた同郡の辛評・郭図に袁紹の欠点を警告した後、仕官せずに去った。
郭嘉の同郡出身に戯志才という人物がおり、曹操の策謀の相談役として尊重されていたが、早くに亡くなっていた。曹操が戯志才の後継者を誰にすべきか、同じく潁川出身の荀彧に対し相談を持ちかけたところ、荀彧は曹操に郭嘉を推挙した。曹操は、召しだされた郭嘉と天下のことを議論し「わしの大業を成就させるのは、必ずやこの者だ」と言った。また郭嘉も退出するなり「真に我が主君だ」と言って喜んだ。郭嘉を軍師祭酒（司馬師の諱を避けて軍祭酒と表記される）に上表した。
劉備が曹操の元に逃れてくると、曹操は劉備を豫州牧に任命した。ある人が曹操に対し、劉備を殺害するよう進言したが、郭嘉は高名な劉備を殺害することにより、曹操の評判が落ち、賢者が曹操に仕官することをためらうことを重視して、それに反対し、曹操に喜ばれた（『魏書』）。一方『傅子』においては逆に劉備の雄才、人心を得ていることを考えると人の下では終わらないと述べこれを除くように進言している。
198年、曹操は呂布を討伐した際、三戦三勝して呂布を籠城に追い込んだが、下邳を固守する呂布を攻めあぐねた。曹操が退却を決意しかけた時、郭嘉は荀攸と共に（「荀攸伝」）攻囲を継続することを主張した。思い留まった曹操は沂水と泗水の水を引き込み、下邳を陥落させた。
曹操が袁紹と一触即発の状況にあったとき、袁術は北上し青州の袁譚と徐州で合流しようとしていた。曹操は袁術に備えるため、徐州に劉備を派遣しようとした。郭嘉は程昱と共にその措置に反対した。結局、劉備が叛いたため、曹操は後悔したという（「武帝紀」）。
200年、南下を開始した袁紹と曹操は一大決戦に及んだ（官渡の戦い）。郭嘉もこの戦いに従軍した。曹操が袁紹と官渡で対峙している最中、孫策が許都を急襲する構えを見せたため、人々は戦々恐々となった。だが郭嘉は孫策が江東制圧を急ぐあまり、苛烈な粛清を行ない多くの人間から恨みを買っており、それを警戒してもいないため、近いうちに暗殺されるだろうと予測した。果たして孫策は、狩猟中にかつて殺害した許貢の食客に襲撃され重傷を負い、これがもとで命を落とした。
官渡の戦いで敗れた袁紹が病没した後、袁譚と袁尚が袁家の後継をめぐり争った。曹操は内紛につけこんで袁譚・袁尚と黎陽で戦い、これを破った。一気に袁家を滅ぼそうという諸将に対し、郭嘉は「袁紹は、袁譚と袁尚のどちらが後継者か指名しないまま死んだので、このまま攻撃して両者を団結させずとも、放っておけば後継者争いを始めます。南の劉表を討伐すると見せかけて変化が起こるのを待つのがよいでしょう」と語った。曹操がこの言を採用して撤兵し、劉表を攻撃するため西平に出兵すると、たちまち袁家は骨肉の争いを始めた。
後継者争いに敗れ、平原に落ち延びた袁譚が辛毗を派遣して曹操を頼ると、郭嘉は辛毗と対面しその使者としての役割を果たすことに協力した（「辛毗伝」）。曹操は袁譚の降伏を受け入れ、袁尚を破り鄴を陥落させた後、約束違反を咎めて袁譚を攻撃し南皮で斬り、冀州を平定した。郭嘉は洧陽亭侯に封じられた。

### 烏桓征伐とその死
戦いに敗れた袁尚は幽州の袁煕を頼ったが、幽州でも反乱が起き、敗れた袁尚らは烏桓へと落ち延びた。
曹操が袁尚討伐と三郡の烏桓征伐を計画した時、張遼ら部下の多くは劉表が劉備を使って許都を襲わせるのではないかと危惧した。しかし郭嘉は「劉表は、自分が劉備を使いこなす器でない事を自覚しているので、重用する事はありません。安心して遠征する事ができます」と言い、懸念を打ち払った。果たして劉備は動かなかった。
曹操の遠征軍が到達すると、郭嘉は「兵は神速を貴びます（兵貴神速）。いま千里先の敵を襲撃するゆえ輜重は多く、有利に彼地へたどり着くことは困難です。しかも奴らがそれを聞けば、必ずや備えを固めることでしょう。輜重を残し、軽騎兵を通常の倍速で行軍させて、彼らの不意を衝くべきです」と献策した。曹操はこの策を採用して蹋頓らを斬り、烏桓族を討伐することに成功した。
38歳の時、柳城から帰還の後、病を得てそのまま死去した。軍師祭酒の後任には董昭が任命された（「董昭伝」）。
曹操は郭嘉の死を大変悲しみ、葬儀において荀攸らに向かって「諸君はみな、わしと同年代だ。郭嘉ひとりがとび抜けて若かった。天下泰平の暁には、後事を彼に託すつもりだった」と残念がった。
曹操は献帝に上奏し、その遺領を800戸を加増し、合わせて1000戸とした。貞侯と諡され、子が爵位を継いだ。
建安13年（208年）、曹操は荊州征伐において巴丘で疫病に苦しめられ、船を焼いて撤退した（赤壁の戦い）。この時、曹操は「もし奉孝がいてくれたなら、このような負け戦はしなかったろうに」と嘆いている。
景元3年（262年）、曹奐（元帝）の時代になって曹操の廟庭に功臣として祭られた（「陳留王紀」）。夏侯惇・曹仁・程昱の3人が曹叡（明帝）の時代に、他21人が曹芳（斉王）の時代に祭られたが、郭嘉が祭られたのは非常に遅かった。裴松之は、程昱を祭って郭嘉を残していた趣旨が分からないと述べている。

## 『傅子』
郭嘉は若い頃から将来を見通す才能があった。天下が乱れようとした時、名前や経歴を隠して密かに英傑たちと交際を結び、俗世間から離れて暮らしていた。そのため多くの人は郭嘉の存在を知らず、有識者の間でだけ名が知られていた。27歳で司徒の役所から招聘を受けた。
曹操が郭嘉に対し、河北において大勢力を有する袁紹への対応を相談したところ、郭嘉は「公には十の勝因があり、袁公には十の敗因があります。それは道・義・治・度・謀・徳・仁・明・文・武でございます」と言った。それは即ち、「道」においては面倒な礼・作法に縛られる袁より自然体である曹が優れており、「義」においては天子に逆する袁より奉戴を目指す曹が優れており、「治」においては寛（締りの無さ）を以て寛を救おうとする袁より厳しい曹が優れており、「度」においては猜疑心と血縁で人を用いる袁より才能を重んじる曹が優れており、「謀」においては謀議ばかりして実行しない袁より曹が優れており、「徳」においては上辺を飾る人々が集まる袁より栄達と大義を目指す曹のほうが優れており、「仁」においては目に触れぬ惨状を考慮出来ぬ袁より曹が優れており、「明」においては讒言が蔓延る袁より曹が優れており、「文」においては信賞必罰な曹が袁より優れており、また、「武」においては虚勢と数を頼みにする袁より要点と用兵を頼みにする曹が優れているのである、といった論旨であった。
同時に、袁紹の北進と勢力拡張に合わせ、曹操に呂布を撃破するよう進言した。
劉備を厚遇する曹操に対して、郭嘉はこれを除くことを進言したが、容れられなかった。劉備が背いた後、曹操は郭嘉の言葉に従わなかったことを後悔した。
曹操が劉備を討伐しようと考えたところ、人々は袁紹に背後を襲われることを心配してそれに反対した。しかし郭嘉は、袁紹が決断を欠く人物であるから迅速に行動できないと判断し、劉備を討つことを勧めた。曹操は劉備を攻撃し敗走させたが、果たして袁紹は本格的な出征を行なわず、延津を守っていた于禁に撃退された（于禁伝）。
河北平定後、河北四州の名士を曹操の下に集めたのは、郭嘉の策であったという。
郭嘉の死に際し曹操は「哀哉奉孝、痛哉奉孝、惜哉奉孝（哀しいかな奉孝、痛ましいかな奉孝、惜しいかな奉孝）」と言った。
曹操は子を採り立ててやったとき、荀彧に手紙を送り、再び郭嘉の死を悼むとともに、別の手紙で「郭嘉はわしと軍略を論じる時は、南方は疫病が多いためきっと自分は生きて帰れないだろうと言いながらも、天下を得るためには先に荊州を得るのが妥当と主張しておった。彼の計略は真心から出たものではなく、命を棄ててまで功業を打ち立てようという考えからなのだ。それほどの心で仕えていたのに、どうして彼の事を忘れる事ができようか」と追慕したという。

## 人物・評価
郭嘉は物事に深く通じていて、的確な見通しを持っていたので、曹操から「わしの真意を理解しているのは奉孝だけだ」と絶大な信頼を寄せられていた。
郭嘉は模範的行動に欠くところがあるとして、陳羣はこれを理由によく郭嘉を弾劾した。しかし郭嘉が全く意に介さず、曹操も郭嘉の才能を愛していたため、彼を重用し続けた。またその一方で、曹操は公正な陳羣の才能も同じく愛した。
陳寿は、郭嘉を程昱・董昭・劉曄・蔣済と並べて、荀攸と同じく謀略に優れた策士だったが、荀攸と違って徳業がなかったと評している。

## 『三国志演義』
小説『三国志演義』では、荀攸や董昭ら他の軍師たちが正史よりも活躍を減らしている一方で、郭嘉は天才的な洞察力を持つ軍師として描かれており、魏の人物でありながら優遇されている。
曹操に仕える事になった経緯は、荀彧が程昱を推挙し、程昱が郭嘉を推挙するという形になっている。そして郭嘉自身は劉曄を推挙している。
遺言により、公孫康が袁尚兄弟の首を送ってくることを予想している（正史では、曹操自身が予想している（「武帝紀」））。